# Ballybunion
Ballybunion (en Irlandais Baile an Bhuinneánaigh) est un village situé dans le sud-ouest de l'Irlande dans le comté de Kerry, connu pour ses ruines du château de Ballybunion. 

## Caractéristiques et population
Ce village attire les touristes notamment pour ses ruines, ses deux terrains de golf, ses falaises, ses pubs et ses plages de sable depuis lesquelles il est possible d’admirer les dauphins de temps en temps ou de surfer. Parmi les établissements les plus représentatifs du village, on peut trouver des pubs tout le long de la route centrale, des salles d’arcade ainsi qu’une statue commémorative de Bill Clinton venu faire du golf dans le village. C’était d’ailleurs la première statue publique de Bill Clinton au monde. Selon le Central Statistics Office d’Irlande (office des statistiques d’Irlande), le village de Ballybunion comptait 1 329 habitants en 2002. En 2011, il en comptait 1 354. 
Ce village est très touristique durant l’été mais très peu visité durant le reste de l’année.

## Lieux célèbres

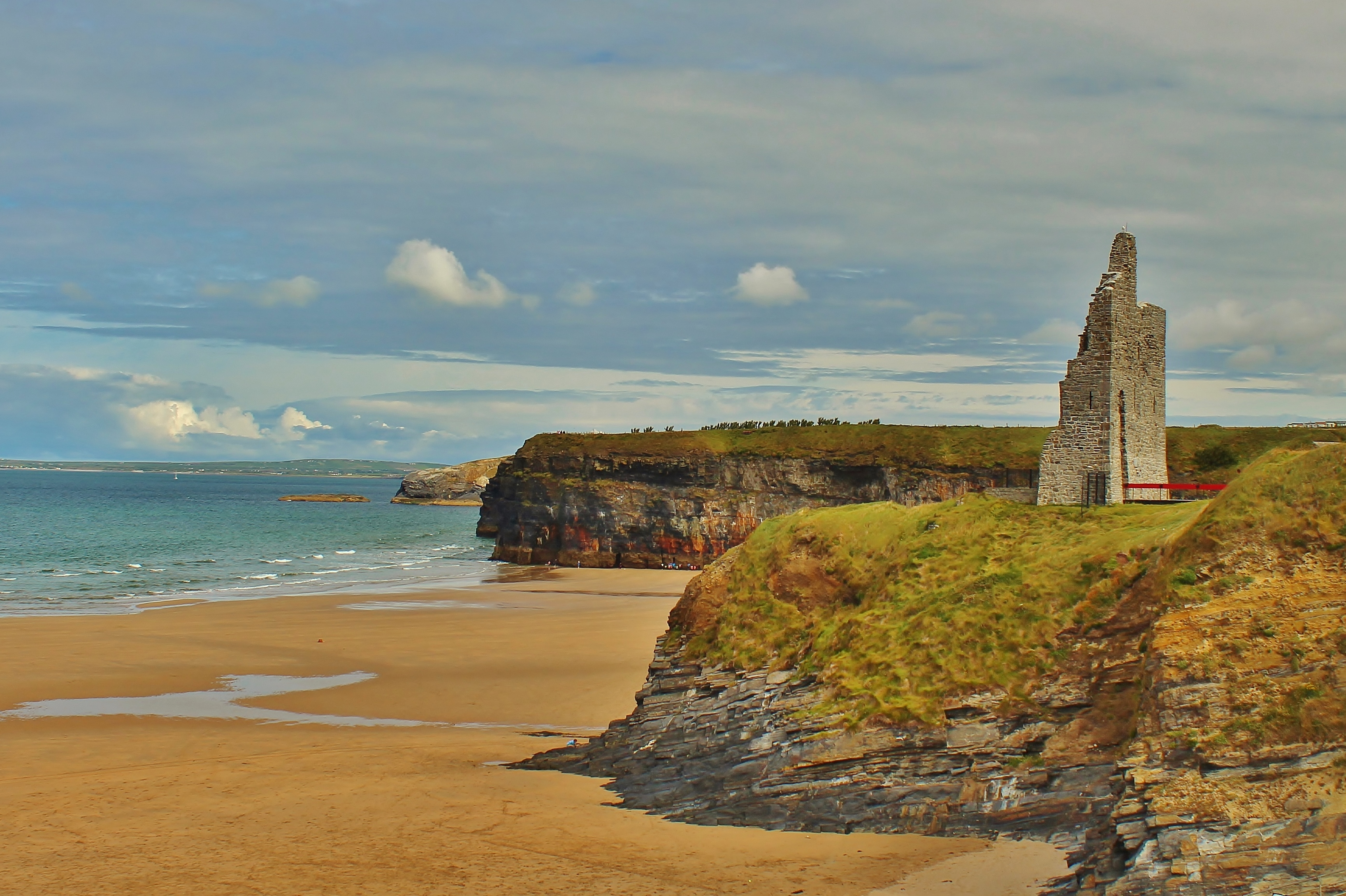
Le Ballybunion Castle, surplombant la plage

Les ruines du château de Ballybunion, le Ballybunion Castle, mesurent 12 m de haut et surplombent la plage du village. Ce château aurait été construit dans les années 1500, par la famille Fitzmaurices. Seuls quelques pans de murs ont réussi à traverser le temps et se tiennent encore debout. Sous ce reste de château, une galerie souterraine a été découverte, creusée à même la falaise, et permettant de rejoindre autrefois le château sans être vu. Cependant, cette galerie s’est effondrée, il est donc impossible de l’emprunter.
Le village est riche de sa plage depuis laquelle il est possible de visiter les grottes qui l'entourent à marée basse. Elle est séparée en deux parties par la falaise sur laquelle subsistent les ruines du château. Une partie se nomme la « Men’s Beach » (plage des hommes) et l’autre, la « Ladies Beach » (plage des femmes). Cette séparation est due au fait qu'autrefois, les hommes ne se baignaient pas avec les femmes et les enfants.
Le village possède deux cours de golf dont le Ballybunion Golf Club, très célèbre dans ce milieu sportif. Il a été créé en 1893 et a été le lieu d’organisation du Murphys Irish Open en 2000 et de la Palmer Cup en 2004. 
Ballybunion possède également un théâtre, le Tinteán Theatre ouvert en 2006 et capable d'accueillir plus de 500 spectateurs. Il propose régulièrement des pièces de théâtre, des spectacles de danse irlandaise, des spectacles comiques et des concerts. 
Le « Listowel and Ballybunion Railway » qui était un moyen de transport très inhabituel est également un patrimoine du village. C’était un système de monorail qui a ouvert le 29 février 1888 puis fermé le 14 octobre 1924. La voie qui reliait Listowel à Ballybunion mesurait 14,4 km. En 2003, une association a décidé de créer une copie du train de l’époque et de restaurer 1 km de voie afin que le train puisse circuler et rappeler le moyen de transport du XXe siècle.

## Événements locaux
En été, on cuisine les bigorneaux que l’on sert dans de petits sacs en papier avec une tige permettant d’extraire les escargots de mer. 
Pendant l'été 2006, le village a reçu le premier World Fleadh(festival). Durant 6 jours, au mois d’août, on pouvait y entendre jouer des musiciens de musique traditionnelle irlandaise mais également des musiciens provenant d’autres univers musicaux comme les Gipsy Kings ou les Waterboys (groupe anglais). Il y a beaucoup de festivals de ce genre en été.